# Stay girl Stay pure
「Stay girl Stay pure」（ステイ・ガール・ステイ・ピュア）は、1986オメガトライブの5枚目のシングル。1987年11月18日にバップよりリリースされた。

## 解説
- 1986オメガトライブとしては、シングル及びアルバムを通して最後の作品である。同じ事務所所属であった菊池桃子が主演したドラマ「恋はハイホー!」のオープニングテーマとして使用された。アルバムへの収録は後に改名後のアルバム『DOWN TOWN MYSTERY』にてアルバムバージョンで収録されたのが最初であり、オリジナルバージョンは1991年発売の『OmegaTribe History:Good-bye OmegaTribe 1983-1991』に初収録された。
- シングルのタイトル表記は「Stay girl Stay pure」という風に「g」と「p」の表記が小文字となっているが、この作品より後に発売された作品での表記は「Stay Girl Stay Pure」という風に「G」と「P」の表記が大文字の表記で統一されている。
- リミックスバージョンが一番多く発表されている楽曲でもあり、シングルのオリジナルバージョンの他に、「"DAYLIGHT" VERSION」、「"NIGHT TIME" VERSION」[2]、「BEST REMIX VERSION」と、計4バージョン発表されている。
- この曲で、「ザ・ベストテン」に久々に出演したが、出演回数は少なかった（詳しくは、ザ・ベストテン#出演状況に変化のあった歌手の杉山清貴の項を参照のこと）。
- カップリングの「Sand On The Seat」は、メンバー高島信二のオリジナル作品である。これでメンバーが関わった作品が全員分、シングルに収録された。また、アルバム未収録曲であり、CDでは1988年にシングル化され、その後2005年発売の『1986 OMEGA TRIBE CARLOS TOSHIKI&OMEGA TRIBE COMPLETE BOX "Our Graduation"』に収録された。
- ジャケットに写っている建物は、ケルキラ島のヴラチェルナ修道院。
- オリコンチャート初登場5位を獲得。同チャートでの売り上げ枚数は8.4万枚である。

## 収録曲
1. Stay girl Stay pure
  - 作詞: 売野雅勇、作曲: 和泉常寛、編曲: 新川博
    - 日本テレビ系ドラマ『恋はハイホー!』オープニングテーマ
2. Sand On The Seat
  - 作詞: 有川正沙子、作曲: 高島信二、編曲: 船山基紀